# Oliver Kipp
Oliver Kipp (* 1968) ist Journalist und Gartenbuchautor.
Als Autor ist Oliver Kipp regelmäßig für namhafte Verlage aktiv. Seine Schwerpunkte sind die Themen Pflanzenverwendung und die Adaption von Gestaltungstrends auf individuelle Verhältnisse. Von 2006 bis 2011 leitete Oliver Kipp in der  Medienfabrik Gütersloh GmbH die Redaktion des Magazins GartenEden als Chefredakteur.  
Seine Erfahrungen speisen sich aus langjähriger gärtnerischer Praxis und dem über 9.000 Quadratmeter großen Privatgarten, den er gemeinsam mit Karsten Brakemeier pflegt.

## Veröffentlichungen
- Ulmer Verlag: Gehölze für den Hausgarten (2005)
- Callwey Verlag: Die schönsten Schlossgärten (2006) – Ausgezeichnet mit dem »Deutschen Gartenbuch Preis« (Kategorie Bester Bildband, 2. Preis)
- Callwey Verlag: Lieblingsplätze im Garten (2007)
- Callwey Verlag: Magnolien (2008) – Ausgezeichnet mit dem »Deutschen Gartenbuch Preis« (Kategorie Bester Bildband, 1. Preis)
- Gräfe und Unzer Verlag: Mediterrane Gärten gestalten (2009)
- Callwey Verlag: Die schönsten privaten Gärten (2009)
- Gräfe und Unzer Verlag: Landhausgärten gestalten (2010)
- Gräfe und Unzer Verlag: Asiatische Gärten gestalten (2011)
- Gräfe und Unzer Verlag: Schattige Gärten gestalten (2012)

| Personendaten    | Personendaten                  |
| ---------------- | ------------------------------ |
| NAME             | Kipp, Oliver                   |
| KURZBESCHREIBUNG | Journalist und Gartenbuchautor |
| GEBURTSDATUM     | 1968                           |